# Tanque Argentino Mediano Sociedad del Estado
Tanque Argentino Mediano Sociedad del Estado (TAM S. E. o TAMSE) fue una empresa pública fundada en 1980 con asiento en Boulogne y bajo la órbita del Ministerio de Defensa para producir el Tanque Argentino Mediano (TAM).

## Historia

### Inicios
La sociedad Tanque Argentino Medio Sociedad del Estado fue inicialmente creada en 1979 sobre el papel y estaba ideada para apalancar la producción del Tanque Argentino Mediano en Argentina. Oficialmente se fundó en el año de 1980, tras obtenerse la asistencia y cesión de derechos del prototipo TH-301, obtenido de la firma germana Thyssen Wehrtechnik para la producción de un tipo de carro de combate en el que se emplea la base mecánica del Marder, pero con motorización y suspensiones claramente modificadas para soportar las cargas cinéticas generadas por el disparo del cañón usado, así como estaba totalmente conceptuado bajo los preceptos emanados de los altos estamentos dentro del Ejército Argentino y sus exigencias para un carro altamente especializado, modificable, actualizable y de producción local.

### Anexos
La planta primaria, la Fábrica Militar San Martín originalmente se construyó en un periodo de 3 años, entre 1977 y 1980, luego la industria necesaria para mantener sus esfuerzos y labores se iría creando y/o se actualizarían las plantas de materiales de uso en su construcción, lo que sería concluido para llevar a cabo la producción sin necesidad de importar los materiales necesarios para la fabricación del Tanque Argentino Mediano. Es así como la industria siderúrgica Altos Hornos Zapla se integra al proceso de fabricación, en donde se fundían los aceros especiales usados en su producción, y la planta de ensamblaje sería la última en terminarse, en 1981; ya que los primeros ejemplares eran provenientes de conjuntos CKD, los que luego eran ensamblados en los talleres de maestranzas y obras especiales del DFGM en el ejército de la Argentina, los que resultaron reducidos para dicha tarea, por lo que se tuvo que añadir otra facilidad; ésta sería la planta en Boulogne, una instalación con más de 15 mil metros cuadrados de extensión, en donde se daría la forma final a los TAM, y se haría la integración de los demás elementos producidos en la otra planta hermana de la primera la Fábrica Militar de Río Tercero, en donde se producían los subsistemas y conjuntos de energía adicionales.
Cabe recordar que la motorización era de procedencia brasileña originalmente, ésta era fabricada por la MTU, que luego de abrir sus instalaciones en territorio argentino, retoma la producción del motor MB 833 Ka M-500; pero ya en las líneas de fabricación locales de la Fiat Argentina se analizaba la factibilidad de desarrollar un motor localmente y así lograr la autonomía total en su fabricación.

### Producción
En el curso del desfile patrio del año 1976 se vieron los primeros prototipos del TAM, los cuales eran originalmente conjuntos de 6 TH-301 ensamblados en Argentina, más 4 TAM VCTP hechos ya localmente, pero con partes suministradas por los alemanes. Luego de este trascendental suceso, se iniciaría la etapa denominada integración nacional, que desde 1979, y bajo la dirección de Fabricaciones Militares (DGFM) y la Fábrica Militar General San Martín (FMGSM) como cabeza de planta, convocaría a empresas locales como: Mecatrol, Fiat Argentina S.A., Astarsa, RepMan, Synteplast, Lusol, Pictum, así como Rodajes argentinos, Montefiore, Joleni, AEG Telefunken de Argentina S.A., y a los contratistas civiles como Alfredo López, Grisolia y Romero, Técnica Toledo, y hasta empresas recientemente creadas como Champion, DEARMEDELEC, TENSA[cita requerida], y decenas más; e incluso se les mostró la forma de como llegar a un nivel de formación y productividad a estándares de certificación dentro de las normas de calidad internacional, todo ello por cuenta de los ingenieros y técnicos argentinos que habían sido contratados a tal efecto por el Estado argentino y que laboraron inicialmente en la FGSM.[cita requerida]
Para 1982 ya era producido localmente al menos el 70 % de los componentes del TAM, y así la DGFM y TAMSE habían comenzado el desarrollo para reemplazar otros componentes críticos que aún eran importados por otros de producción nacional, eliminando así la dependencia de proveedores extranjeros. Para ello, se inicia el desarrollo y los trabajos de diseño de un nuevo conjunto impulsor en la planta de la Fiat Argentina, para la construcción de un propulsor de combustible diésel de desarrollo local. Con ello se aseguraría la independencia de dicha provisión, y se dispondría de un gran complejo industrial pesado.
La planta de la Fiat Argentina, con sede en la localidad de Ferreyra, provincia de Córdoba, conocida entonces como GMD (Grandes Motores Diésel), fue la que completó algunos prototipos de un bloque motorizado de uso pesado, que en las versiones iniciales eran componentes de origen alemán, los que seguirían después propulsando a la integridad de la familia TAM, así como a sus variantes, pero ya hechos en la Argentina, en la planta del constructor alemán.
Ya a principios de los años 1980 TAMSE comenzó el desarrollo de un blindado portamortero, el cual fue designado como TAM VCTM, y ante los óptimos resultados obtenidos tras sus pruebas, el Ejército Argentino ordenó 54 vehículos del modelo en cuestión. A mediados de los años 1980 TAMSE produjo dos nuevas versiones del TAM: el TAM VCLC y el TAM VCRT. La ambulancia TAM VC SAN fue un proyecto que se abandonó posteriormente debido al alto costo de su construcción, por lo que se optó por elegir a una opción de las más asequibles para el momento (el M-9 Halftrack o el M113 Sanitary).[cita requerida] El VCLC fue desarrollado con ayuda israelí y dotado con el sistema del lanzador del cohete LAR-160. Portaría los cohetes CAL-160 (Cohete de Artillería Ligero de 160 mm) y los CAM-350 (Cohete de Artillería Mediano de 350 mm), ambas versiones locales de los modelos israelí LAR-160 y MAR-350. El CAL-160 utilizaba dos soportes con afustes de lanzamiento para hasta 18 cohetes, y el CAM-350 utilizaba un solo soporte con capacidad para cuatro.[cita requerida]
El TAM VCRT es la versión de un vehículo de recuperación para el tanque, que fuera producido en la Argentina en base del chsis del TAM, pero ya con tan sólo una unidad se demostró la premura de su concepción; pues por la inexperiencia argentina en dicho campo no se tuvieron en cuenta factores críticos en su construcción, por lo que su fabricación en serie fue abandonada prematuramente. El vehículo de tipo de puesto de comando, el TAM VCPC sería desarrollado en un chasis básico de un TAM VCTP, pero ya sin la torreta y sin la ametralladora posterior. Así mismo, la configuración interna de sus habitáculos sería reajustada, y se le dotó de nuevos elementos como radios adicionales, un portamapas de tipo tablero, una mesa-tabla táctica, y otros equipos específicos. Este vehículo fue aceptado para servicio pero solamente unas pocas unidades fueron producidas.[cita requerida]
A fines de los años 1980 el Ejército necesitaba sustituir al veterano AMX MK F3, el único blindado de artillería de calibre 155 mm que disponía Argentina en ese momento, por lo que la TAMSE comenzó a desarrollar una versión de un sistema de artillería autopropulsadoa del TAM, y como opción final se selecciona el sistema de artillería de procedencia italiana Palmaria, tras lo cual se adquieren 25 sistemas a la firma OTO Breda en Italia. Este nuevo TAM se llamaría VCA Palmaria, el cual utiliza un conjunto Palmaria y recuperó un prototipo de un chasis nuevo, de 40 toneladas de peso; y derivado del proyecto TAP (Tanque Argentino Pesado), que nunca consiguió pasar de ser un prototipo. Con siete ruedas, aparte de otras modificaciones extensivas hechas a dicho casco. Éste vehículo fue evaluado a principio de los años 1990, siendo considerado como satisfactorio y luego incorporado al servicio activo. La producción de esta versión fue emprendida por Mestrina (con sede en La Boca), debido a que en los talleres de la Fábrica San Martín, quien era el constructor de los chasis, se llevaban a cabo otros procesos.[cita requerida]

### Producción final
Entre 1990 y 1994 TAMSE estaba abocada a la producción de los blindados VCA, VCDT y VC AMUN, y antes de 1990; el Ejército Argentino tenía ya en su inventario como derivados del TAM:
- 216 TAM
- 60 TAM VCTP
- 36 TAM VCTM
- 9 TAM VCPC

Entre los años 1993 y 1994 se armaron en las instalaciones de Boulogne los últimos 120 TAM, a un ritmo de 10 mensuales, con las partes que formaban parte del inventario de TAMSE e incluso con un TAM que fuera enviado en su oportunidad a Dubái, Emiratos Árabes, para una serie de pruebas contra vehículos de otras procedencias. Donde el TAM resultó vencedor de las mismas. Los últimos TAM producidos en TAMSE fueron entregados en su totalidad a la II Brigada Blindada, mientras que los sobrantes sirvieron para reparaciones de todos los vehículos de la I Brigada Blindada.

#### Final
Los pocos chasis inconclusos del TAM VCTP fueron almacenados en las instalaciones abandonadas de TAMSE. Dicha planta ahora se conoce como el Centro de Recuperación de Vehículos Blindados, y en desarrollo estaban el TAM VCCDT y el nuevo vehículo de abastecimiento de la munición de la serie TAM VCTM.
En el año 2001, el Ejército Argentino analizó la posible reactivación de los locales de la TAMSE para modificar el prototipo de recuperación TAM VCRT y hacerlo viable para su producción. Pero este programa, que incluyó un cambio de la recuperación a las misiones armadas para los ingenieros militares, no prosperó dados los graves problemas políticos y económicos que forzaron otra vez la cancelación del proyecto de reactivación de la sociedad TAMSE. Otros de los proyectos que no fueron desarrollados serían las versiones:
- TAM VCLP (Vehículo de Combate Lanza Puentes);
- TAM VCDA (Vehículo de Combate de Defensa Aérea), el que contaría con una torreta nueva y dotada con cañones gemelos de 30 mm o 35 mm;
- TAM VCLM (Lanzamisiles), el cual contaría con sistemas de artillería antiaérea tales como el Roland II o de producción local como el Halcón (versión argentina del sistema de armas antiaéreo Roland II).[cita requerida]

## Plantas de producción
La primera planta se situó en la Fábrica Militar San Martín de Villa Martelli, en mayo de 1979. En esta era en donde se construía el casco del tanque; la segunda, en la Fábrica Militar de Río Tercero, Córdoba, para hacer los trabajos de construcción de la torreta y su integración con el cañón y así como se sostenía la producción de las orugas y la tercera, en Boulogne, donde estaba la planta de montaje sobre una superficie de 15 000 m² (unas doce manzanas) donde estaban tanto la pista de pruebas como la pista de manejo. No existe Plan alguno para producir nuevamente en serie el VC TAM y sus derivados, ya que los chasis sobrantes e inconclusos fueron abandonados a la intemperie por requerirse mucho dinero para su terminación y completamiento con los componentes .

## Productos
- Tanque Argentino Mediano
- TAM VCA
- TAM VCTP
- TAM VCLC
- VAE
- TAM VCamun
- TAM VCTM
- TAM VCPC
- TAM VCRT